# Oxyprorella
Oxyprorella is een geslacht van rechtvleugeligen uit de familie sabelsprinkhanen (Tettigoniidae). De wetenschappelijke naam van dit geslacht is voor het eerst geldig gepubliceerd in 1898 door Giglio-Tos.

## Soorten
Het geslacht Oxyprorella omvat de volgende soorten:
- Oxyprorella dives Giglio-Tos, 1898
- Oxyprorella gregoirea Willemse, 1961
- Oxyprorella misera Brunner von Wattenwyl, 1878
- Oxyprorella modesta Bruner, 1915
- Oxyprorella zebrata Bruner, 1915